# Gianmarco Tamberi
Gianmarco Tamberi (né le 1er juin 1992 à Civitanova Marche) est un athlète italien, spécialiste du saut en hauteur.
Il est champion olympique de la discipline en 2021 à Tokyo, ex aequo avec le Qatarien Mutaz Essa Barshim, et champion du monde en 2023 à Budapest. Il est également champion du monde en salle (en 2016), triple champion d'Europe (en 2016, 2022, 2024) et champion d'Europe en salle (en 2019).
Il détient le record d'Italie du saut en hauteur avec 2,39 m (2016).

## Biographie
Il mesure 1,89 m pour 71 kg et son club est le Bruni Atletica Vomano de Morro d'Oro mais il est également affilié aux Fiamme Gialle depuis 2013.

### Débuts

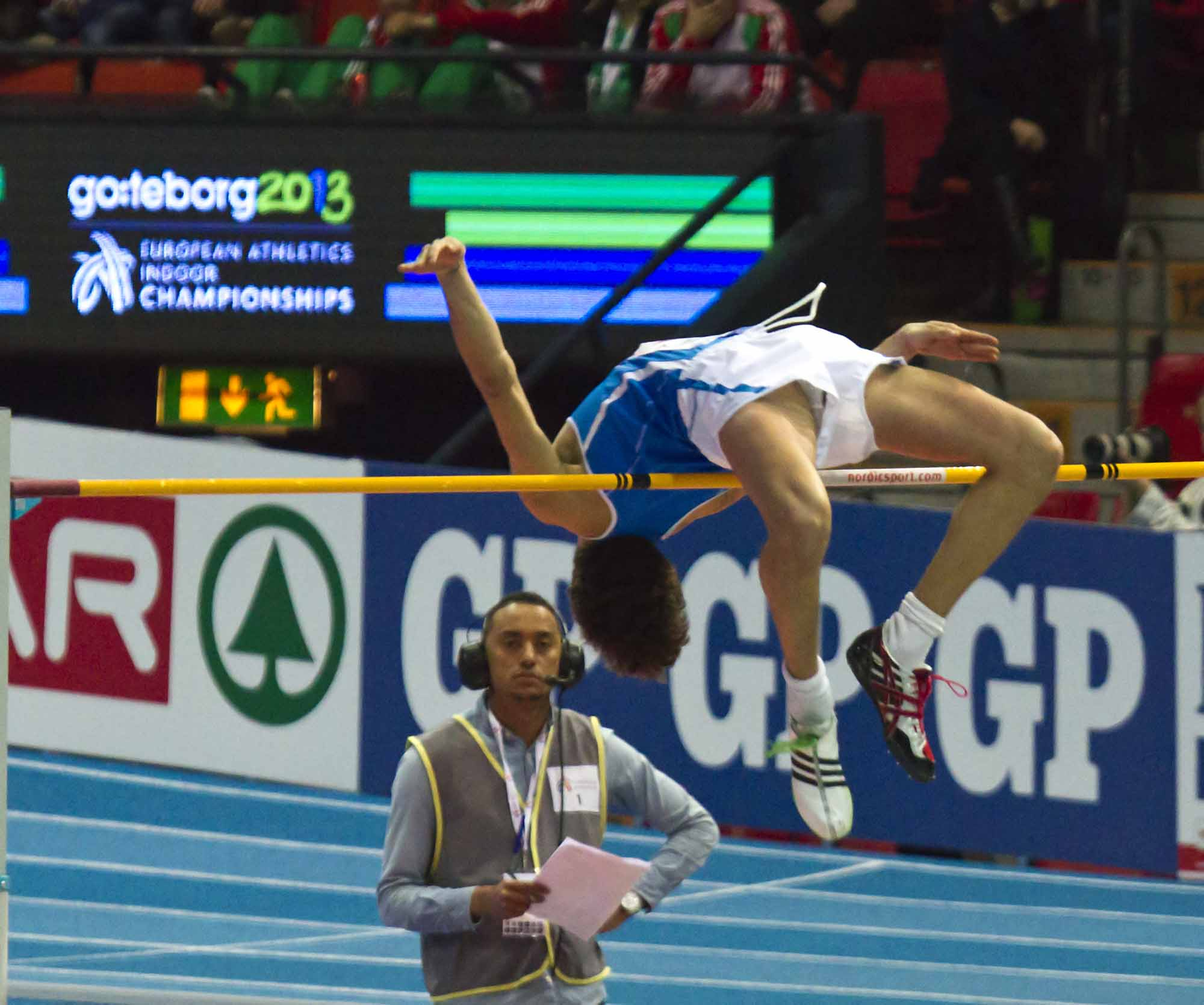
Gianmarco Tamberi aux championnats d'Europe en salle 2013.

En 2011, Gianmarco Tamberi obtient la médaille de bronze lors des Championnats d'Europe juniors d'athlétisme à Tallinn en égalant son record personnel à 2,25 m. C'est le fils de Marco Tamberi qui avait été recordman italien de la même spécialité dans les années 1980 avec 2,27 m, hauteur que son fils a tentée à trois reprises lors de cette finale. Il s'est amélioré de 11 cm en un an (2,14 m à Ancône en 2010). Il habitait à Offagna et s'entraîne normalement à Ancône où il demeure depuis 2014.
Deux ans auparavant, avec un record initial peu significatif à 2,01 m, il avait obtenu peu de temps après le minima pour les Championnats du monde de sa catégorie à Bressanone manquant la finale de très peu. En 2009, son frère Gianluca avait la même année terminé 4e du javelot aux Championnats d'Europe juniors de Novi Sad en battant le record italien.

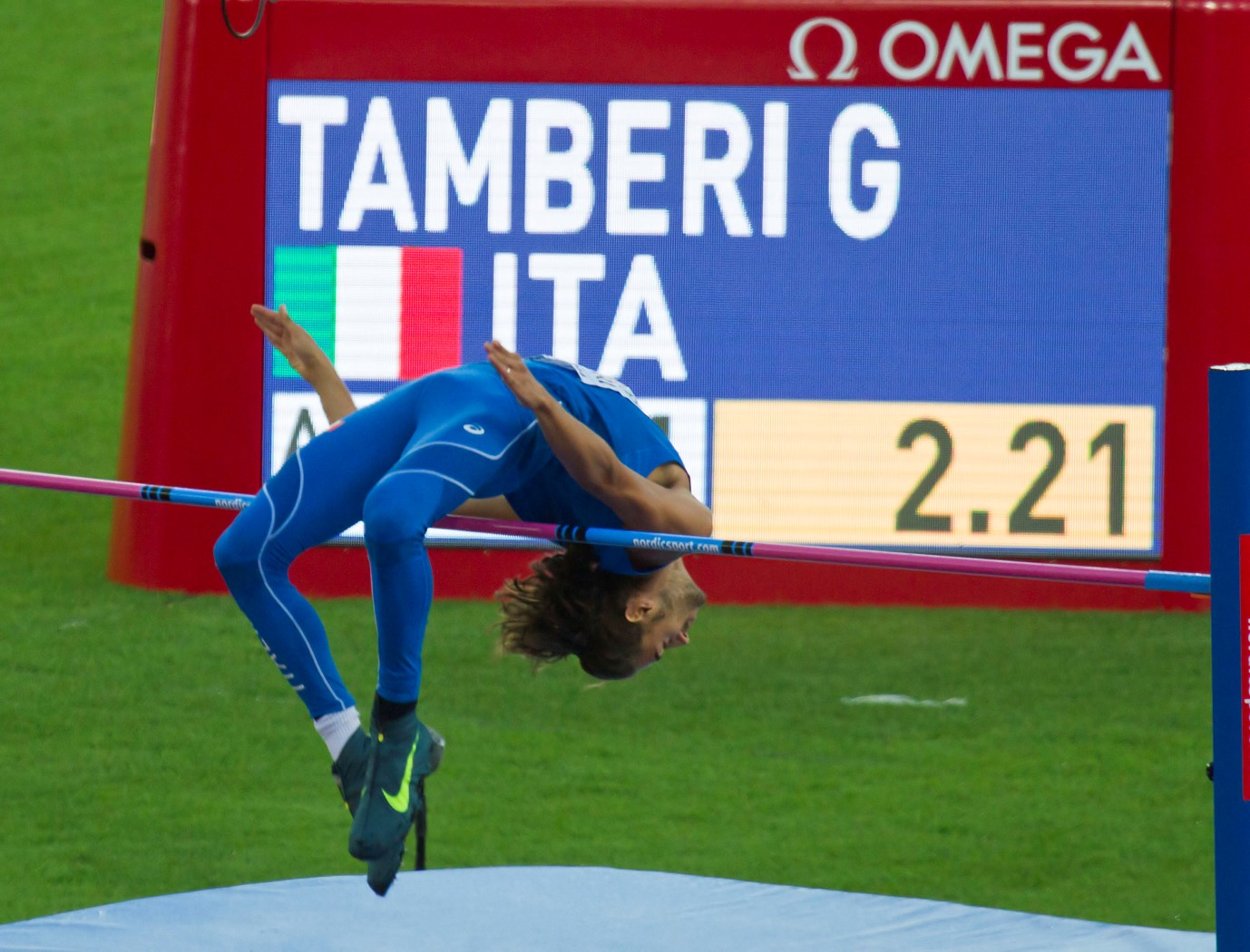
Gianmarco Tamberi lors des championnats d'Europe 2014.

En septembre 2011 à Dubnica nad Váhom, il prend la 6e place du concours avec 2,20 m dans une compétition remportée par Trevor Barry devant le champion du monde Jesse Williams, tous les deux à 2,27 m et Ivan Ukhov à 2,24 m. Lors des Championnats italiens espoirs, il franchit la barre de 2,26 m à Misano Adriatico le 15 juin 2012, ce qui le qualifie pour les Championnats d'Europe à Helsinki, sa première sélection en équipe nationale, au cours de laquelle il termine 5e. Il se qualifie aisément pour la finale en terminant 5e. Le 8 juillet 2012, à Bressanone, lors des Championnats d'Italie, qu'il gagne, il porte son record à 2,31 m, ce qui le qualifie in extremis pour les Jeux olympiques de Londres.
À Londres, il est éliminé dès les qualifications avec 2,21 m. Lors d'un meeting en salle à Banska Bystrica, il porte le record italien en salle à 2,30 m le 6 février 2013.,
Le 15 août 2014, il termine 7e ex æquo de la finale des Championnats d'Europe à Zurich en réalisant sous la pluie sa meilleure marque de l'année en 2,26 m.
Le 25 juin 2015, il remporte le meeting de Lisbonne avec un saut à 2,25 m, puis le 28 juin à Bühl, il franchit 2,28 m.
Le 1er juillet 2015, il bat le record d'Italie en plein air vieux de 16 ans en franchissant à Cologne 2,34 m dès le premier essai. Dans ce concours, il bat notamment Eike Onnen, 2,30 m, et il franchit toutes ses barres au premier essai sauf une erreur à 2,24 m. Il effectue également deux essais manqués à 2,36 m. Cette mesure égale le record en salle obtenu à deux reprises par Marco Fassinotti en février 2014 et en janvier 2015.
Le 2 août, il bat a deux reprises ce record en le portant à 2,35 m au 3e essai puis à 2,37 m au 1er essai lors du meeting d'Eberstadt où il est battu au nombre d'essais par Derek Drouin, même hauteur. Le 30 août 2015, il termine 8e ex æquo lors de la finale des Championnats du monde, avec 2,25 m au premier essai et un dernier essai manqué de peu à 2,29 m.

### Domination mondiale et nouveau record (2016)
Pour sa première sortie en salle, Tamberi porte son record personnel à 2,33 m puis bat le record d'Italie de son compatriote Marco Fassinotti avec 2,35 m à son premier essai. Fassinotti égale cette marque à sa seconde tentative. Les deux sont désormais détenteurs du record italien en salle. Le 7 février, il s'impose avec 2,33 m lors du meeting de Třinec devant Konstadínos Baniótis (2,31 m), avant d'échouer à 2,36 m,.

#### 2,38 m en salle
Le 13 février à Hustopeče, Tamberi efface une barre à 2,38 m dès son premier essai, après avoir réussi tous ses sauts de la même manière, ce qui constitue un nouveau record d'Italie en salle et une nouvelle meilleure performance mondiale de l'année,. Il échoue par trois fois à 2,40 m et devance le Britannique Chris Baker (2,36 m), le Chypriote Kyriákos Ioánnou (2,32 m) et son compatriote Silvano Chesani (2,30 m). Le 6 mars suivant, lors de son quatrième concours de la saison, il devient champion d'Italie en salle à Ancône avec 2,36 m et échoue de très peu à 2,40 m.

#### Champion du monde en salle à Portland

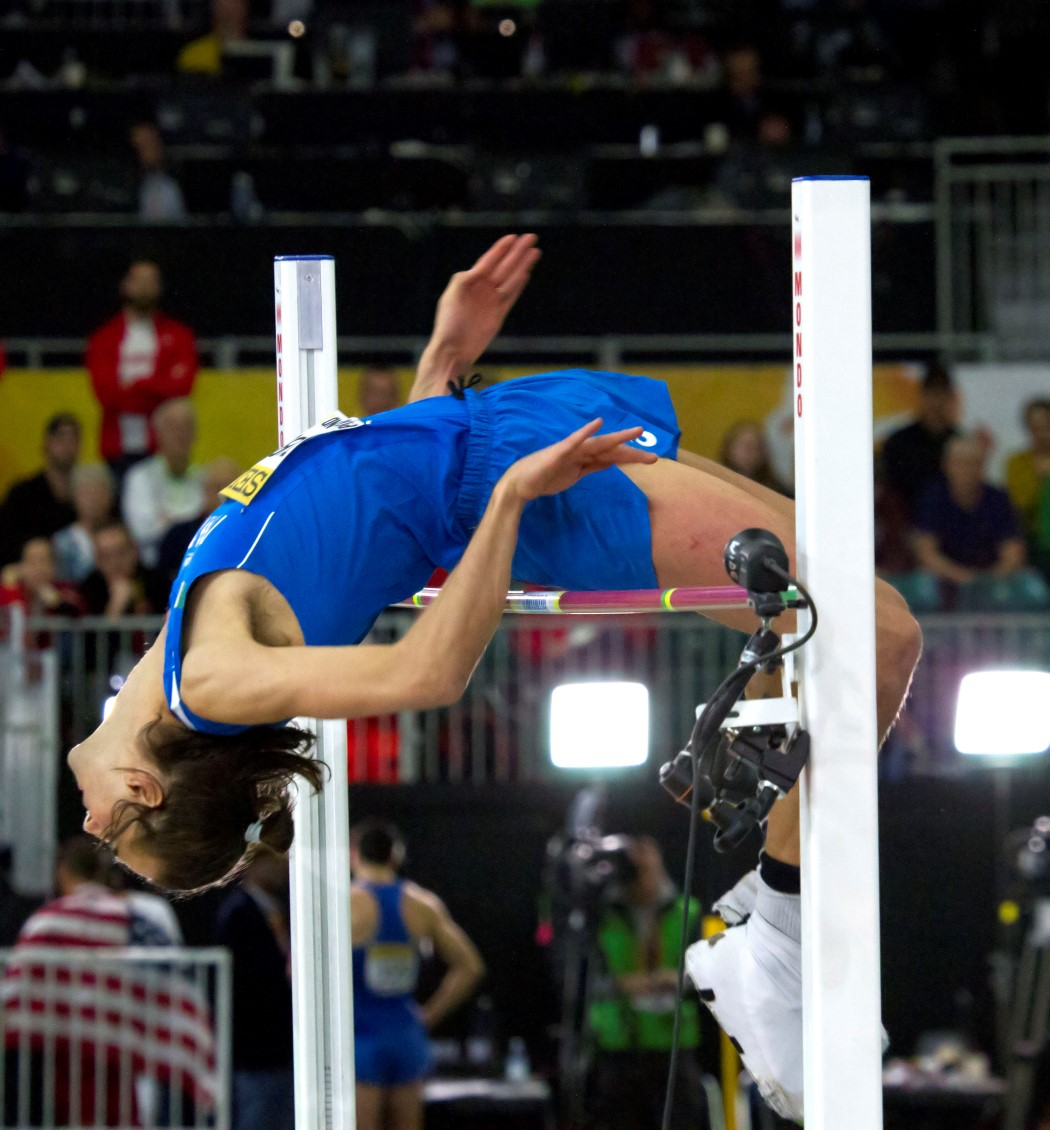
Gianmarco Tamberi aux championnats du monde en salle 2016.

Le 19 mars 2016, en favori, Gianmarco Tamberi remporte le premier titre international de sa carrière lors des championnats du monde en salle de Portland, avec un saut à 2,36 m dès son premier essai. Dans un concours compliqué (2,29 m et 2,33 m à son troisième essai), il parvient à effacer 2,36 m avant d'échouer de peu à 2,40 m, notamment lors de son troisième essai. Premier Italien sacré dans cette discipline, il devance le Britannique Robert Grabarz (2,33 m) et l'Américain Erik Kynard (2,33 m).

#### Champion d'Europe
Le 26 juin, il devient champion d'Italie avec un saut à 2,36 m, avant d'échouer dans une tentative de meilleure performance mondiale de l'année à 2,41 m. Le 10 juillet, il est sacré champion d'Europe à l'occasion des Championnats d'Europe d'Amsterdam avec un saut à 2,32 m, décrochant à cette occasion le premier titre continental pour l'Italie. Il réussit ses quatre barres dès le premier essai et les trois premières revêtu d'un short de basket ample, sa grande passion. Il échoue par trois fois à 2,40 m.

#### 2,39 m à Monaco et blessure
Le 15 juillet 2016, lors de la 29e édition du meeting Herculis, valable pour la Ligue de diamant, il remporte le concours après avoir d'abord égalé le record national en plein air avec 2,37 m au premier essai, puis franchit au 3e essai 2,39 m, nouveau record national, et après avoir battu ses principaux adversaires pour les Jeux : Bohdan Bondarenko, 2,37 m, Majed Aldin Ghazal, 2,34 m, Mutaz Essa Barshim, Robbie Grabarz et Donald Thomas, 2,31 m (mais aussi Arturo Chávez, Derek Drouin ou Chris Baker). Toutefois, il se blesse grièvement à la cheville gauche lors de son second essai manqué à 2,41 m et sort sur la civière en pleurs, comprenant que son rêve olympique s'envole. Le lendemain, sa blessure se révèle trop grave pour envisager une participation aux Jeux : il annonce devoir renoncer à son principal objectif de la saison,. Le 19 juillet, il est opéré à la cheville à Pavie.

### Retour de blessure (2017)

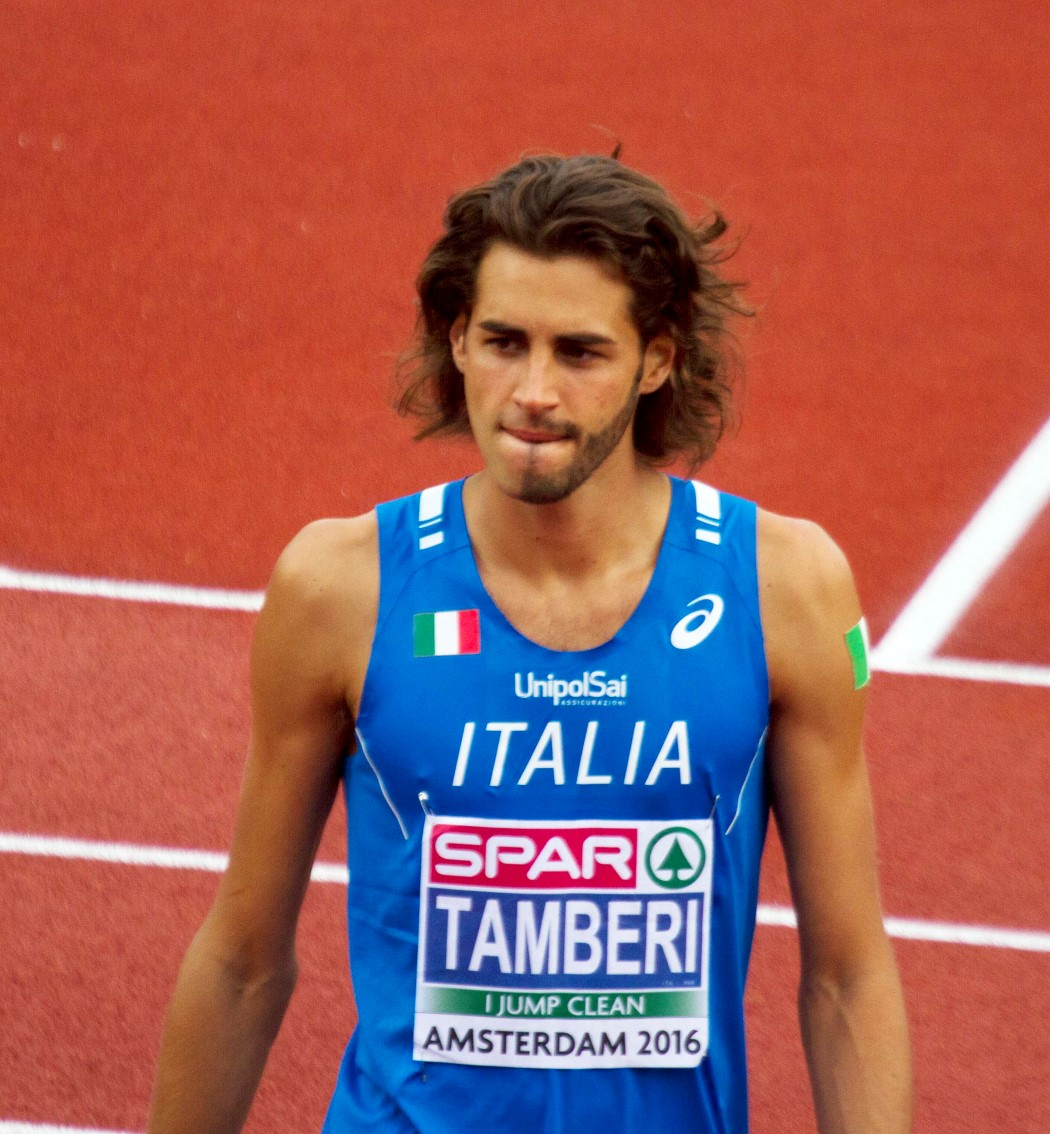
Gianmarco Tamberi aux championnats d'Europe 2016.

Le 14 juin 2017, onze mois après sa terrible blessure à la cheville, Gianmarco Tamberi retrouve la compétition dans un petit meeting organisé à Serravalle (Saint-Marin) où il franchit 2,18 m à son troisième essai, échouant à 2,22 m. Ému, il réagit à cœur sur son compte instagram. Le 28 juin, à Ostrava, il franchit 2,20 m. Le 1er juillet, il est engagé au Meeting de Paris où le concours commence à 2,20 m mais Tamberi échoue dans ses trois tentatives et finit donc non-classé. Le 4 juillet, à Székesfehérvár, il franchit 2,28 m et se rapproche du minima pour les Mondiaux de Londres. N'ayant pas franchi à temps les 2,30 m requis, il est néanmoins sélectionné le 27 juillet au sein de l'équipe italienne en raison de son titre en cours de champion d'Europe 2016 qui lui permet d'obtenir une wild-card.
Le 11 août, en qualifications des Championnats du monde de Londres, il franchit 2,29 m mais ne se classe que 13e, échouant pour une place à la finale.

### Au pied du podium aux championnats d'Europe (2018)
Pour sa rentrée hivernale, Gianmarco Tamberi saute 2,25 m à Hustopeče, puis améliore cette marque avec 2,27 m au meeting Herculis 2018.
Le 9 août 2018, il se qualifie pour la finale des championnats d'Europe de Berlin, en réalisant 2,25 m au 2e essai. Deux jours plus tard, il échoue au pied du podium avec un saut à 2,28 m au premier essai. Il est devancé par l'Allemand Mateusz Przybylko (2,35 m), le Biélorusse Maksim Nedasekau (2,33 m) et le Russe Ilya Ivanyuk (2,31 m).
Le 26 août, lors du Meeting d'Eberstadt, il réussit ses deux meilleurs sauts depuis sa blessure de 2016, en effaçant 2,30 m puis 2,33 m, terminant finalement 2e de la compétition derrière l'Australien Brandon Starc. Il confirme ces performances lors de la finale de la Ligue de diamant à Bruxelles où il se classe 3e avec 2,31 m et manque de peu son premier essai à 2,33 m qui lui aurait donné la victoire, devant un public conquis.

### Titre européen en salle (2019)
Le 2 mars 2019, dans un concours de faible niveau, Gianmarco Tamberi remporte brillamment le titre des championnats d'Europe en salle de Glasgow en égalant sa propre meilleure performance européenne de 2,32 m. Il devance pour la médaille d'argent ex æquo le Grec Konstadínos Baniótis et l'Ukrainien Andriy Protsenko (2,26 m).
Après avoir sauté à 2,29 m en qualifications des championnats du monde 2019 à Doha, il ne se classe que 8e de la finale avec 2,27 m le 4 octobre.

### Champion olympique à Tokyo (2021)

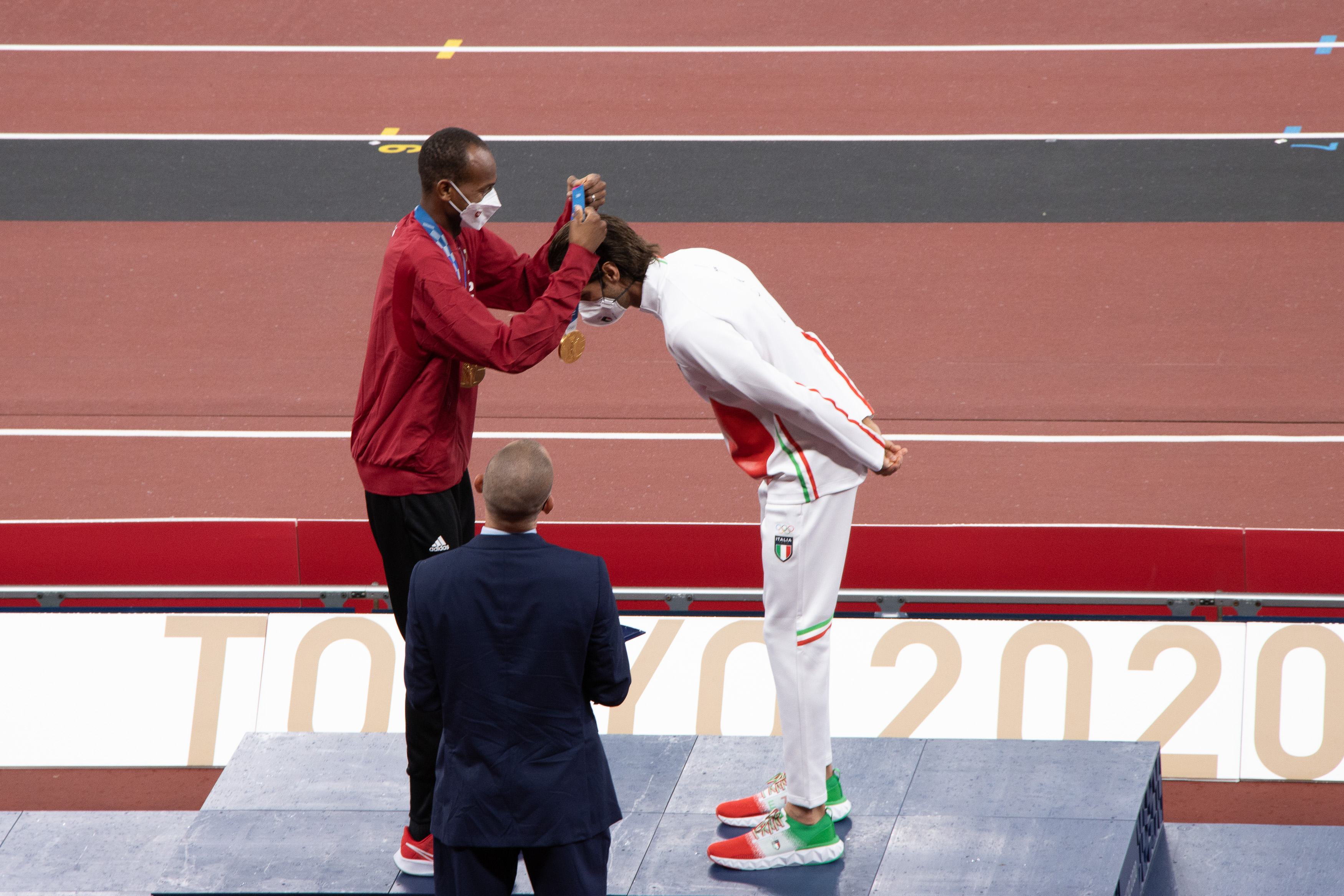
Mutaz Essa Barshim et Gianmarco Tamberi se partagent la médaille d'or des Jeux olympiques de 2020, en 2021 à Tokyo.

Le 7 mars 2021 à Torun, il ne réussit pas à conserver son titre européen en salle, terminant sur la deuxième marche du podium avec une barre à 2,35 m, battu de deux centimètres par le Biélorusse Maksim Nedasekau.
Arrivé aux Jeux olympiques de Tokyo avec une meilleure performance de 2,33 m en plein air cette saison, Tamberi parvient à hausser son niveau en finale et passe toutes ses barres au premier essai jusqu'à 2,37 m, avant d'échouer à trois reprises à 2,39 m. Le Qatarien Mutaz Barshim ayant réalisé exactement le même concours, les deux athlètes et amis ont la possibilité de disputer un saut de barrage pour se départager mais décident finalement de se partager la médaille d'or, chose inédite au saut en hauteur. Cinq ans après sa grave blessure à la cheville qui lui avait fait manquer les JO de Rio, l'Italien prend sa revanche et repart donc avec le titre olympique à Tokyo. Durant le concours, il avait d'ailleurs posé sur la piste le plâtre de sa cheville abîmée marqué « Road to Tokyo ».
Le 9 septembre 2021, il remporte la finale de la Ligue de diamant à Zurich avec un saut à 2,34 m.

### Deuxième titre de champion d'Europe (2022)
Gianmarco Tamberi ne dispute qu'une seule compétition en salle lors de la saison hivernale, les championnats du monde en salle de Belgrade. Il y remporte la médaille de bronze à égalité avec le Néo-zélandais Hamish Kerr (2,31 m), devancé par Woo Sang-hyeok et Loïc Gasch.
Lors des championnats du monde 2022 à Eugene, il termine au pied du podium en réalisant son meilleur saut de l'année avec 2,33 m, battu aux essais pour la médaille de bronze par Andriy Protsenko.
Un mois plus tard, en finale des championnats d'Europe de Munich, il est sacré pour la deuxième fois champion d'Europe en étant le seul à franchir une barre à 2,30 m, à son deuxième essai, devançant sur le podium Tobias Potye et Andriy Protsenko.
Le 7 septembre 2022, il s'impose pour la deuxième année consécutive en finale de la Ligue de diamant à Zurich avec un saut à 2,34 m.

### Champion du monde (2023)

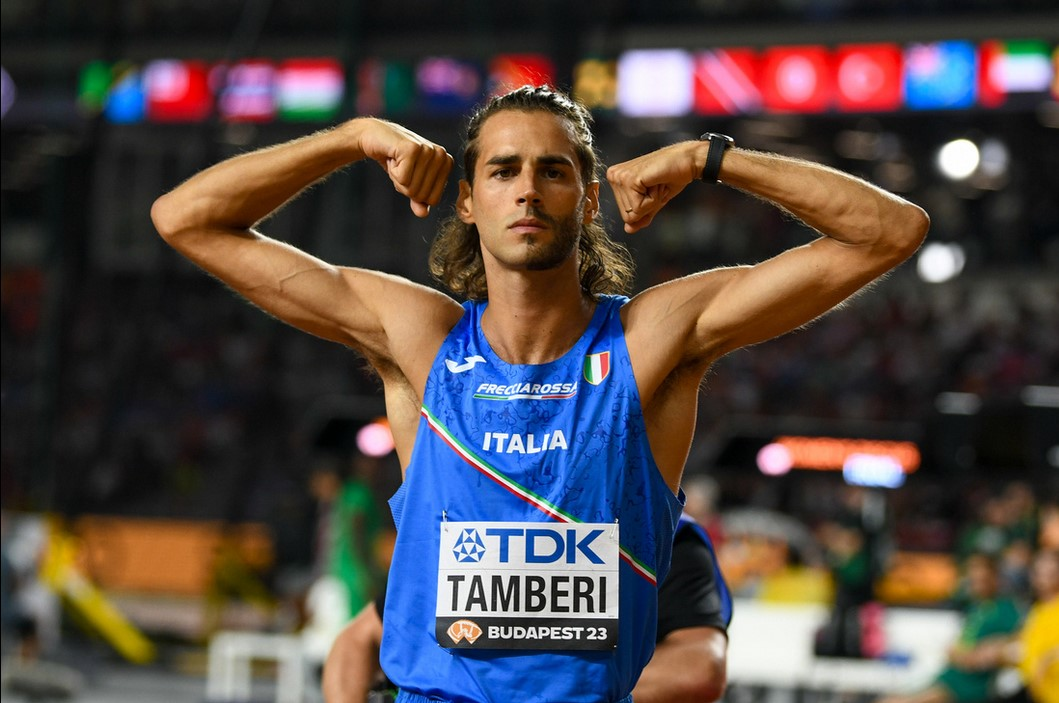
Gianmarco Tamberi lors de son titre de champion du monde, en 2023 à Budapest.

Il fait sa rentrée fin juin 2023 à Chorzów à l'occasion des championnats d'Europe par équipes inscrits dans le cadre des Jeux européens. Il l'emporte avec 2,29 m en ne devançant qu'au nombre d'essais Thomas Carmoy. Il permet à l'Italie de remporter le trophée par équipes.
Auteur de 2,34 m quelques jours plus tard, toujours à Chorzów à l'occasion du meeting Ligue de diamant, il participe aux championnats du monde de Budapest et se qualifie difficilement pour la finale en ne franchissant 2,28 m qu'à son troisième et dernier essai. Deux jours plus tard en finale, il connait un échec à son entrée de concours à 2,25 m, mais franchit ensuite les trois hauteurs suivantes (2,29 m, 2,33 m et 2,36 m) à son premier essai, devançant finalement JuVaughn Harrison, qui franchit également 2,36 m, mais à sa deuxième tentative, et le triple champion du monde en titre Mutaz Essa Barshim, troisième avec 2,33 m. Gianmarco Tamberi décroche son premier titre de champion du monde, le seul titre majeur manquant à son palmarès après ses médailles d'or aux Jeux olympiques, aux championnats du monde en salle, et aux championnats d'Europe en plein air et en salle.

### Championnats d'Europe 2024
Il remporte le titre de champion d'Europe un nouvelle fois en 2024, avec un saut à 2,37 m, en faisant à nouveau le show devant son public à Rome.

### Porte-drapeau aux Jeux olympiques (2024)
Le 22 avril 2024, Gianmarco Tamberi est annoncé comme porte-drapeau de la délégation italienne pour les Jeux olympiques de Paris, aux côtés de l'escrimeuse Arianna Errigo. C'est la première fois depuis 1988 qu'un représentant de l'athlétisme est à l'honneur.

## Style
L'Italien est aussi connu pour son côté showman durant les grandes compétitions internationales : il arbore ainsi la plupart du temps une demi-barbe, laissant seulement la partie droite de son visage rasée. Il porte également parfois des tenues peu académiques pendant ses concours, comme un short de basket aux championnats d'Europe 2016 ou encore un kilt lors de son échauffement pour la finale des championnats d'Europe en salle 2019. Lors des championnats d'Europe 2024, il feint d'être blessé après un saut, et dévoile une chaussure remplie de ressorts.

## Palmarès

### International
| Date | Compétition                    | Lieu             | Résultat | Marque |
| ---- | ------------------------------ | ---------------- | -------- | ------ |
| 2011 | Championnats d'Europe juniors  | Tallinn          | 3e       | 2,25 m |
| 2012 | Championnats d'Europe          | Helsinki         | 5e       | 2,24 m |
| 2013 | Championnats d'Europe en salle | Göteborg         | 5e       | 2,29 m |
| 2013 | Jeux méditerranéens            | Mersin           | 6e       | 2,21 m |
| 2014 | Championnats d'Europe          | Zurich           | 6e       | 2,26 m |
| 2015 | Championnats d'Europe en salle | Prague           | 7e       | 2,24 m |
| 2015 | Championnats du monde          | Pékin            | 8e       | 2,25 m |
| 2016 | Championnats du monde en salle | Portland         | 1er      | 2,36 m |
| 2016 | Championnats d'Europe          | Amsterdam        | 1er      | 2,32 m |
| 2018 | Championnats d'Europe          | Berlin           | 4e       | 2,28 m |
| 2018 | Ligue de diamant               | Ligue de diamant | 3e       | 2,31 m |
| 2019 | Championnats d'Europe en salle | Glasgow          | 1er      | 2,32 m |
| 2019 | Championnats du monde          | Doha             | 8e       | 2,27 m |
| 2021 | Championnats d'Europe en salle | Toruń            | 2e       | 2,35 m |
| 2021 | Jeux olympiques                | Tokyo            | 1er      | 2,37 m |
| 2021 | Ligue de diamant               | Ligue de diamant | 1er      |        |
| 2022 | Championnats du monde en salle | Belgrade         | 3e       | 2,31 m |
| 2022 | Championnats du monde          | Eugene           | 4e       | 2,33 m |
| 2022 | Championnats d'Europe          | Munich           | 1er      | 2,30 m |
| 2022 | Ligue de diamant               | Ligue de diamant | 1er      |        |
| 2023 | Jeux européens                 | Chorzów          | 1er      | 2,29 m |
| 2023 | Championnats du monde          | Budapest         | 1er      | 2,36 m |
| 2024 | Championnats d'Europe          | Rome             | 1er      | 2,37 m |
| 2024 | Jeux olympiques                | Paris            | 11e      | 2,22 m |

### National
- Championnats d'Italie :
  - vainqueur en 2012, 2014, 2016, 2018, 2020 et 2022
- Championnats d'Italie en salle :
  - vainqueur en 2016, 2019 et 2021

## Records
| Épreuve         | Épreuve   | Marque      | Lieu      | Date            |
| --------------- | --------- | ----------- | --------- | --------------- |
| Saut en hauteur | Plein air | 2,39 m (NR) | Monaco    | 15 juillet 2016 |
| Saut en hauteur | En salle  | 2,38 m (NR) | Hustopeče | 13 février 2016 |